# 林登貝格湖

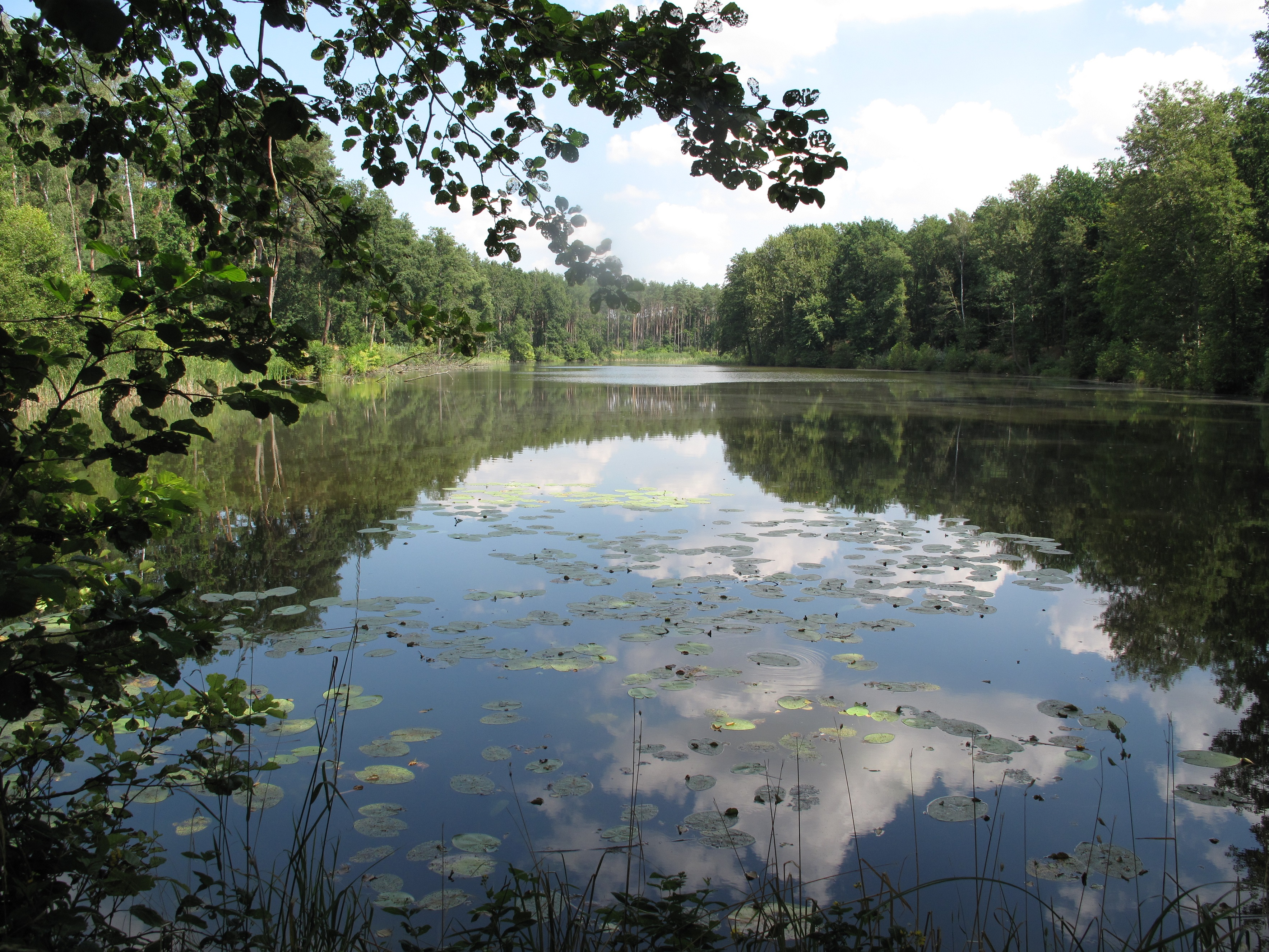

52°11′28″N 14°5′15″E / 52.19111°N 14.08750°E
林登貝格湖（德語：Lindenberger See），是德國的湖泊，位於該國西南部，由勃蘭登堡州負責管轄，處於奧得-施普雷縣，長0.8公里、寬0.1公里，面積0.06平方公里，湖岸線長度1.8公里。